# Anolis fitchi
Anolis fitchi este o specie de șopârle din genul Anolis, familia Polychrotidae, descrisă de Williams și Duellman 1984. A fost clasificată de IUCN ca specie cu risc scăzut. Conform Catalogue of Life specia Anolis fitchi nu are subspecii cunoscute.